# Kandelia candel
Kandelia candel är en tvåhjärtbladig växtart som först beskrevs av Carl von Linné, och fick sitt nu gällande namn av George Claridge Druce. Kandelia candel ingår i släktet Kandelia, och familjen Rhizophoraceae. Inga underarter finns listade i Catalogue of Life.